# Toleranční modlitebna (Velenice)
Toleranční modlitebna ve Velenicích je památkově chráněný evangelický kostel v okrese Nymburk. Celek budov tvoří barokní toleranční modlitebnou z roku 1785 a fara z první třetiny 19. století. Předmětem ochrany je toleranční modlitebna, fara čp. 34, ohradní zeď a příslušné pozemky.

## Historie sboru

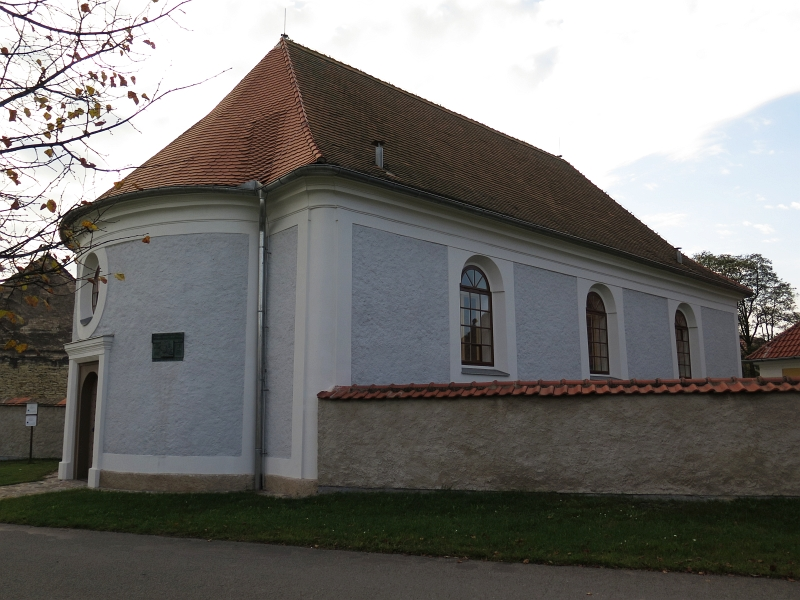
Modlitebna

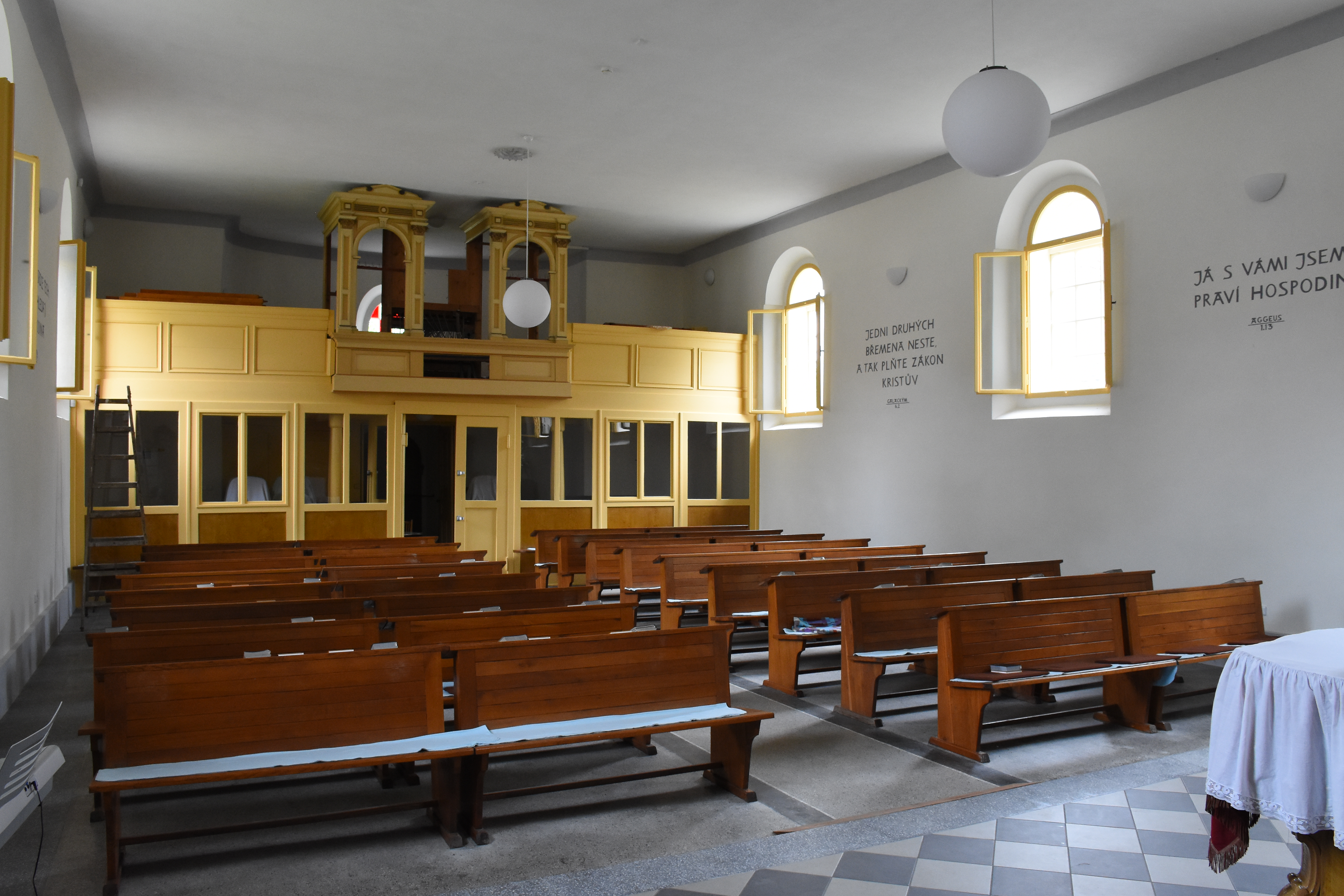
Interiér kostela

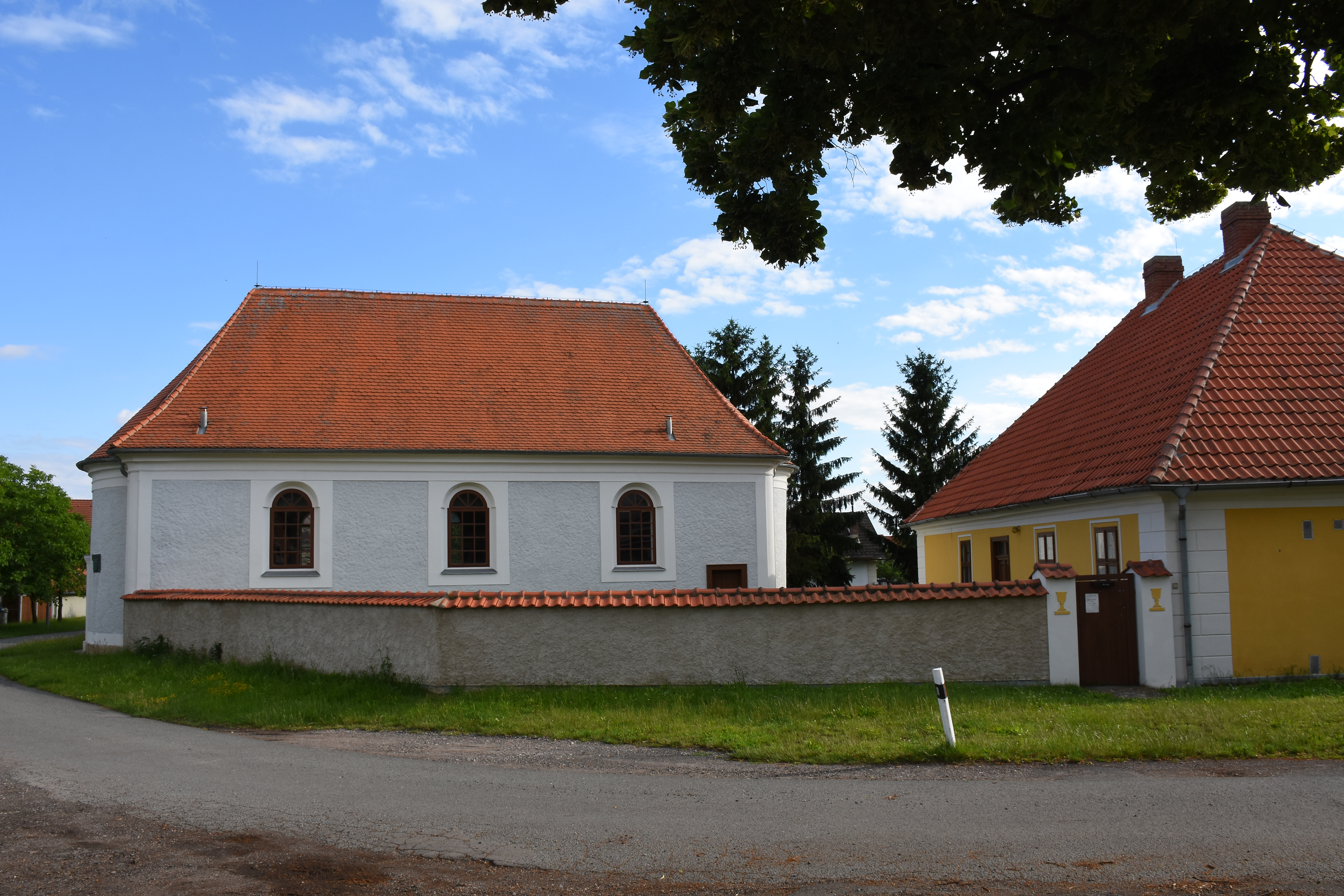
Modlitebna s farou

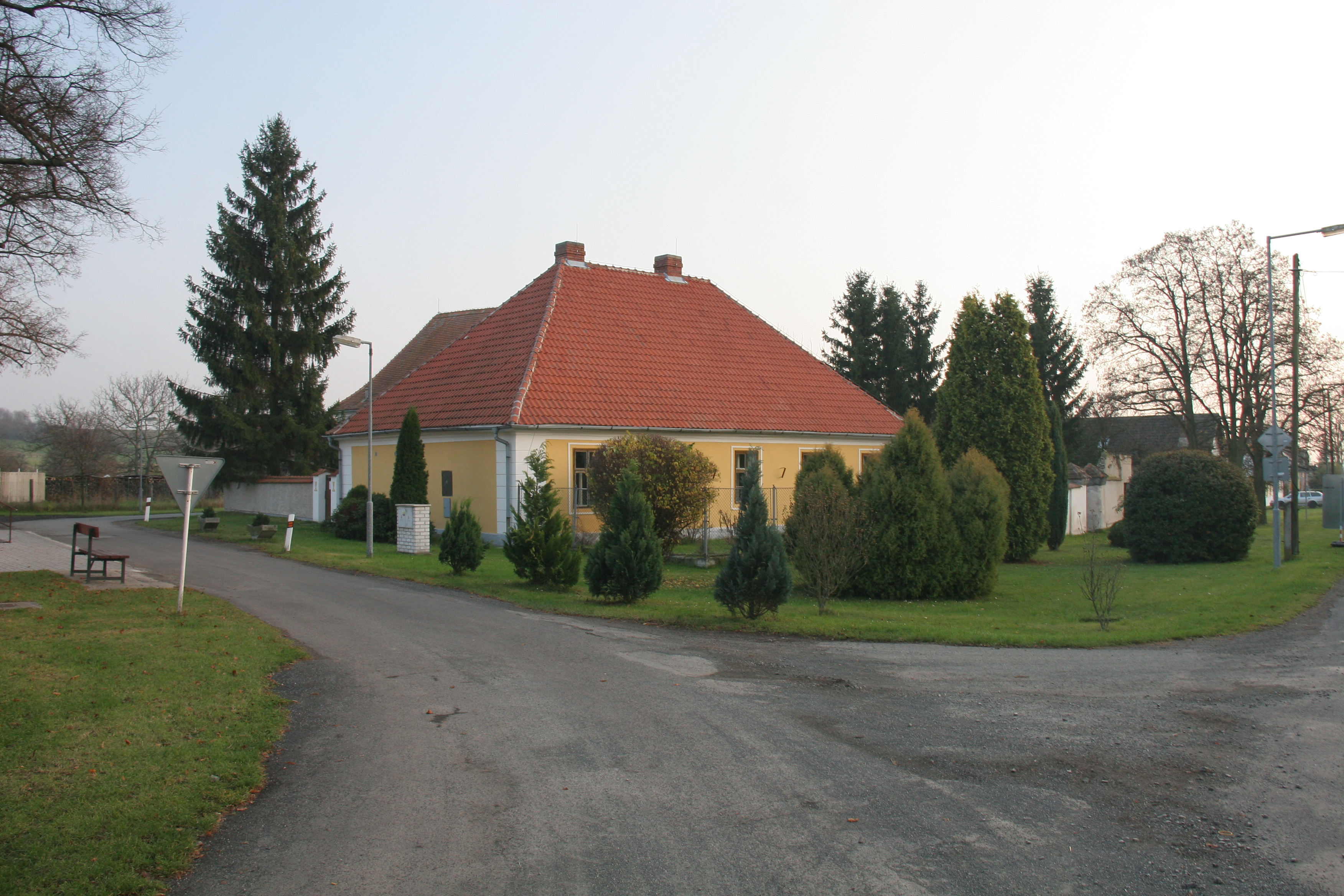
Budova fary

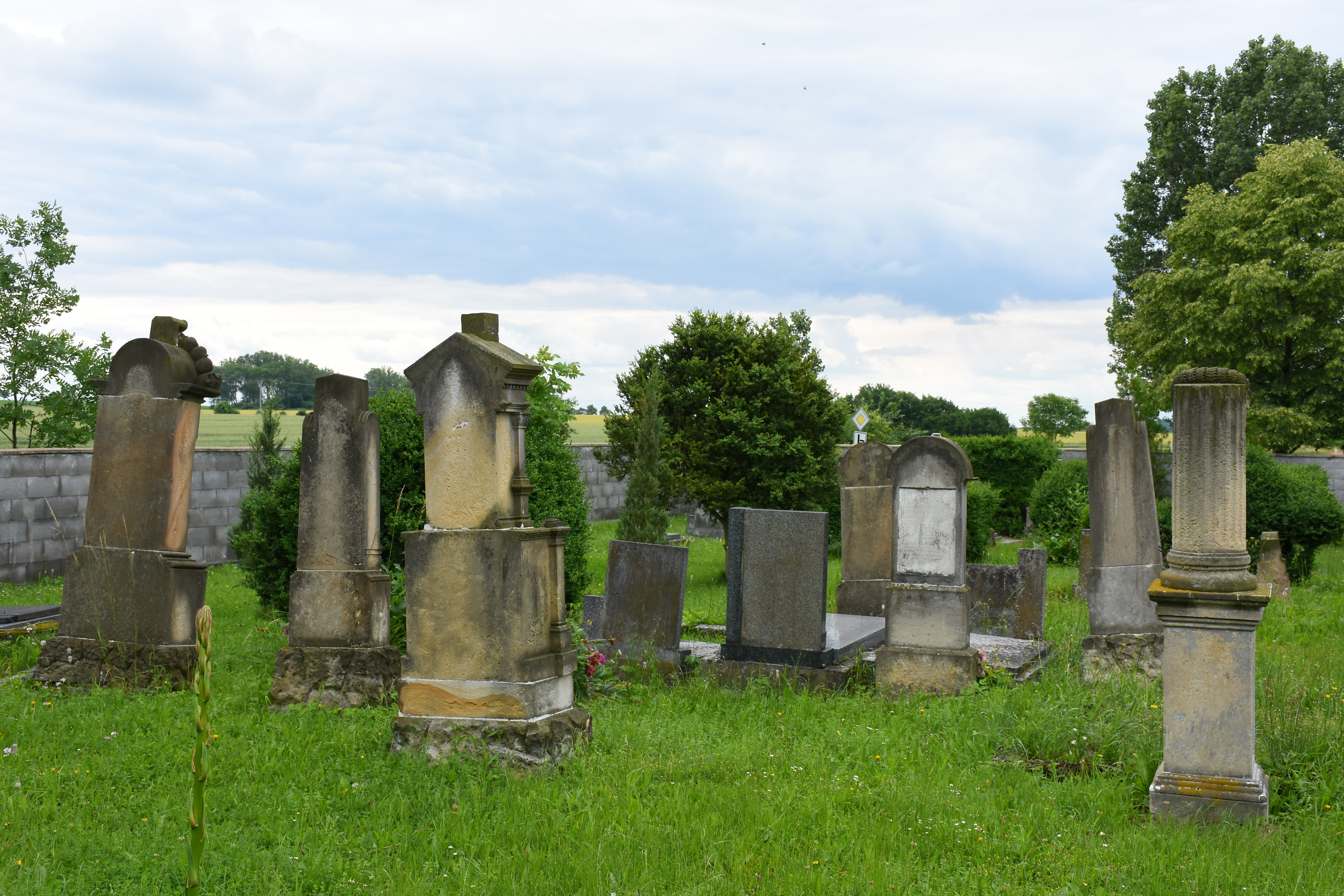
Evangelický hřbitov

Tajní nekatolíci z Velenic a okolím založili reformovaný sbor brzy po vydání tolerančního patentu v roce 1782. Po vzniku Československa sbor vstoupil do Českobratrské církve evangelické. Bohoslužby se konaly v soukromých domech. Evangelíci měli problém se získáním místa pro stavbu své modlitebny, místní katolíci tomu vydatně bránili. Nakonec místo pro modlitebnu vybrala obec „…vykázala místo nejhorší, jakého vůbec nalézt mohla, totiž na konci osady v obecní louži, v kteréž pastýř vepřový dobytek brodíval. Louž ta musela od evangelíků kamením a zemí býti zavezena, poprvé nežli se ke stavbě církevních budov přikročiti mohlo.“ Prvním kazatelem byl Beréti István v letech 1783–1789, v letech 1861-1866 ve Velenicích působil Benjamin Košut.

## Modlitebna
Modlitebna je obdélná stavba. Její výstavba začala v roce 1785 a ještě téhož toku byla modlitebna posvěcena. Místní vrchnost naopak byla oproti obci a místním katolíkům shovívavější,[ujasnit] povolila stavbu modlitebny s půlkruhově zaklenutými okny a půlválcovými apsidami na obou kratších stranách stavby, což nebylo v těch letech běžné.
V roce 1914 byla snaha přistavit k modlitebně věž, ale nezdařila se.  V devadesátých letech 20. století byla nově pokryta střecha, jinak budova v dobrém stavu nebyla. Celková rekonstrukce proběhla v letech 2010–2016. Venkovní práce byly dokončeny v roce 2012, v říjnu 2016 byla slavnostně ukončena i oprava interiéru včetně opravy varhan. Po dobu rekonstrukce se konaly bohoslužby v budově fary.
Uvnitř modlitebny se zachovala původní kazatelna, lavice a stůl Páně. Varhany byly pořízeny v roce 1818, opravovány byly v roce 1882 a 2016.

## Fara

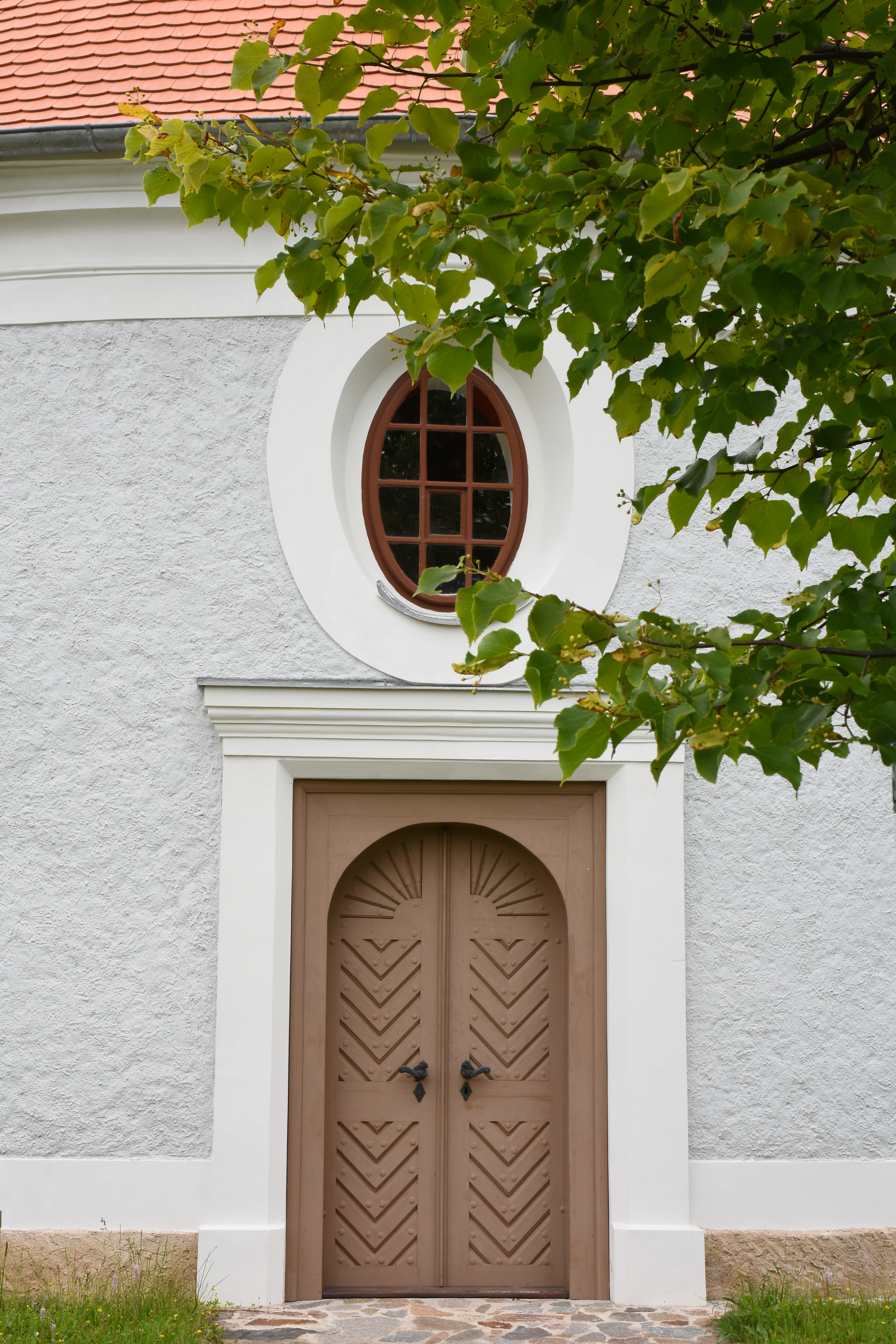
Vstup do evangelického kostela

Vedle kostela byla již v osmdesátých letech 18. století postavena malá fara, která byla v letech 1827–1830 nahrazena větší budovou. I ta byla nedostatečně velká a pro vdovy po místních farářích byl postaven samostatný domek.
Fara byla přestavena v roce 1903. V sedmdesátých letech 20. století byla v dezolátním stavu a zvažovalo se její zboření a stavba nové fary, ale nedošlo k němu. Fara byla v devadesátých letech 20. století opravena a později byla pronajata. Jižně od fary stojí v jejím areálu hospodářský objekt, jenž také pocházející z roku 1830. Areál je uzavřen ohradní zdí s branou a brankou.

## Hřbitov
Hřbitov byl zřízen v roce 1825, Českobratrské církvi evangelické patří dosud. Hřbitov je ohrazen neomítnutou zdí z opuky, kterou kryjí ji tašky a hřebenáče.

## Škola
Škola byla zřízena v roce v roce 1785, byla pro ni postavena budova daleko od modlitebny. V roce 1850 byla nová budova školy postavena v blízkosti modlitebny. V roce 1886 získala škola právo veřejnosti. Škola fungovala do první světové války, po byla zrušena. V osmdesátých letech 20. století byla budova školy zbořena a na jejím místě postavena prodejna.